# Musée de la Maison Bonaparte
 (septembre 2020).
Le musée de la Maison Bonaparte est un musée créé dans la maison où Napoléon Bonaparte est né à Ajaccio, et où il a passé son enfance. Il évoque le souvenir de l'empereur et de sa famille en Corse, et présente différents meubles et objets lui ayant appartenu. Le musée est plus centré sur le patrimoine corse ou l'histoire de la maison que sur la vie de l'empereur.

## Historique
La maison Bonaparte est l'ancienne Casa Bozzi. Les Bozzi étaient une des plus importantes familles féodales de Corse, originaires du village de Guitera.

### Acquisition progressive de la Casa Bozzi par la famille Buonaparte
La Casa Bozzi est devenue progressivement la propriété de la famille Bonaparte.
C'est le 20 décembre 1682 que Giuseppe Buonaparte s'est installé dans une partie de la maison à la suite de son mariage avec Maria Bozzi. Giuseppe Buonaparte était un descendant de Francesco Buonaparte (†1540), surnommé il moro di Sarzana (le Maure de Sarzane), un capitaine né à Sarzana, près de Lunigiana, en Terre ferme, au XVe siècle, servant à partir de 1514 sous le drapeau de Gênes pour mater les rébellions des féodaux corses.
À son mariage avec Maria Bozzi, Giuseppe Buonaparte a reçu en dot la moitié de la casa Bozzi, soit 160 m², comprenant un rez-de-chaussée, six pièces réparties sur deux étages et un grenier. L'autre partie de la maison reste la propriété des Bozzi.
À la génération suivante, la partie appartenant à Giuseppe Maria Buonaparte a été partagée entre Sebastiano Buonaparte qui est propriétaire du rez-de-chaussée et de trois pièces su premier étage, et sa sœur Maria Anna Virgilia Buonaparte est propriétaire des trois pièces du deuxième étage et du grenier au moment de son mariage, en 1727, avec Angelo Loviso Bozzi.
Puis Sebastiano Buonaparte se partage l'appartement de son père avec ses frères Napoleone Buonaparte et don Luciano Buonaparte. En 1743, Napoleone Buonaparte a épousé sa cousine Maria Rosa Bozzi, âgée de 18 ans, et unique propriétaire de l'autre moitié de la Casa Bozzi. Giuseppe Buonaparte a acheté en 1734 une pièce de 20 m² au premier étage de la partie de la maison appartenant aux Bozzi. Leur sœur, Paola Maria Buonaparte, a reçu la moitié de l'appartement paternel du rez-de-chaussée au moment de son mariage avec Pietro Ternano, "cirier" ou fabricant de chandelles. Don Luciano Buonaparte a reçu l'autre moitié la même année.
Don Luciano Buonaparte s'occupe de son neveu Carlo Maria après la mort de son père. Il n'est alors que propriétaire de 20 m² dans la maison. Avant son mariage, en 1764, don Luciano rachète à sa sœur Paola Maria Buonaparte les 40 m² de l'appartement du rez-de-chaussée servant de boutique dans lequel vont pouvoir s'installer Carlo Maria Buonaparte et son épouse Maria Letizia Ramolino. Don Luciano Buonaparte tient à cette maison où il est né et y fait de nombreux travaux : réfection de la toiture, réparer les planchers, changer les portes et les fenêtres, construire un escalier en maçonnerie à la place d'un escalier en bois.
En 1766, Maria Rosa Bozzi qui ne s'entend plus avec son mari Napoleone Buonaparte décide de vendre les 140 m² de la Casa Bozzi qu'elle possède à don Luciano Buonaparte. Après la mort de son mari, Maria Rosa Bozzi a contesté cette vente et a voulu se réinstaller dans son ancien appartement de la Casa Bozzi. Le procès qui a suivi s'est terminé par un accord financier mettant fin au contentieux en 1773. Carlo Maria Buonaparte a pu alors commencer des travaux dans la maison.
La république de Gênes a refusé de reconnaître l'ancienneté, les mérites et la noblesse de la famille Buonaparte. Les Buonaparte ont fait remarquer qu'il existait en Italie des branches de la famille Buonaparte à Trévise et à Florence qui étaient reconnues comme nobles depuis longtemps. De plus les Buonaparte de Corse avaient lié de nombreuses alliances avec des familles nobles de Corse. Ce refus de Gênes a conduit Carlo Maria Buonaparte à prendre le parti de Pasquale de Paoli et d'une République corse indépendante. La république de Gênes ne contrôlant plus l'île, elle cède son administration au royaume de France par le traité de Versailles pour une période de dix ans au terme de laquelle la république de Gênes devait payer tous les frais engagés par le roi de France pour récupérer la souveraineté sur l'île. Après avoir remporté une victoire à la bataille de Borgo, l'armée commandée par Pascal Paoli est battue par les troupes françaises à la bataille de Ponte-Novo, le 8-9 mai 1769. Si Pascal Paoli quitte la Corse, Carlo Maria Buonaparte choisit de revenir à Ajaccio avec sa femme et son premier fils, Giuseppe/Joseph né à Corte, en janvier 1768. Le 15 août 1769 naît son second fils, Napoléon. Il se rapproche alors du comte de Marbeuf nommé commandant des troupes françaises en Corse le 1er avril 1770. Il obtient l'acte de reconnaissance de noblesse des Buonaparte par le roi le 13 septembre 1771. Carlo Maria Buonaparte avait obtenu son doctorat en droit à l'université de Pise. Il a fait partie de la délégation des élus corses chargés de représenter la Corse au roi Louis XVI. Il a pu obtenir des bourses pour envoyer ses fils se former, Joseph à Autun et Napoléon à Brienne (Napoléon embarque pour le continent avec son père en 1778), sa fille Élisa à Saint-Cyr.
En 1773, Carlo Maria Buonaparte loue à Giacomo Maria Ponte le dessus d'un site que ce dernier possède, rue del Pepe. En 1774, il fait construire une terrasse au-dessus de ce site donnant sur la chambre de Napoleone Buonaparte. Une cabane de mathématiques est construite pour ce dernier en 1775 afin qu'il puisse étudier sans être gêné. Par une série d'échanges, Carlo Maria va acheter à M. Ponte le premier étage de la maison sur laquelle il a construit la terrasse, mais avec interdiction de construire dessus. Ce n'est qu'en 1797, après un nouvel acte avec les Ponte, que Joseph Bonaparte a pu faire construire une galerie sur la terrasse.
Après la mort de Carlo Maria Buonaparte, en 1785, don Luciano Buonaparte est le tuteur des enfants de Carlo Maria. Il a continué à accroître le patrimoine de la famille Buonaparte. En 1790, il achète des pièces au deuxième étage, une cave et deux greniers.
L'archidiacre Luciano Buonaparte a œuvré pour faire de la Maison Bonaparte une demeure vaste et décente permettant l'affirmation de la famille dans la société d'Ajaccio.
Après son retour d'exil en 1790, Pascal Paoli effrayé par la Terreur parisienne prend le contrôle du directoire de Corse et décide de se rapprocher de l'Angleterre pour le soutenir. Il est déclaré déclare « traître à la République française ». En réponse Pascal Paoli met en place une épuration de ses opposants, en particulier de la famille Bonaparte. Letizia Buonaparte quitte précipitamment la maison en mai 1793 pour se réfugier à Marseille avec d'autres membres de la famille. La maison et les propriétés de la famille sont pillées. La maison est réquisitionnée par les Anglais qui y établissent un magasin de fourrage, un dépôt d'armes et des logements pour leurs officiers à l'étage.

### Napoléon Bonaparte et la maison Bonaparte

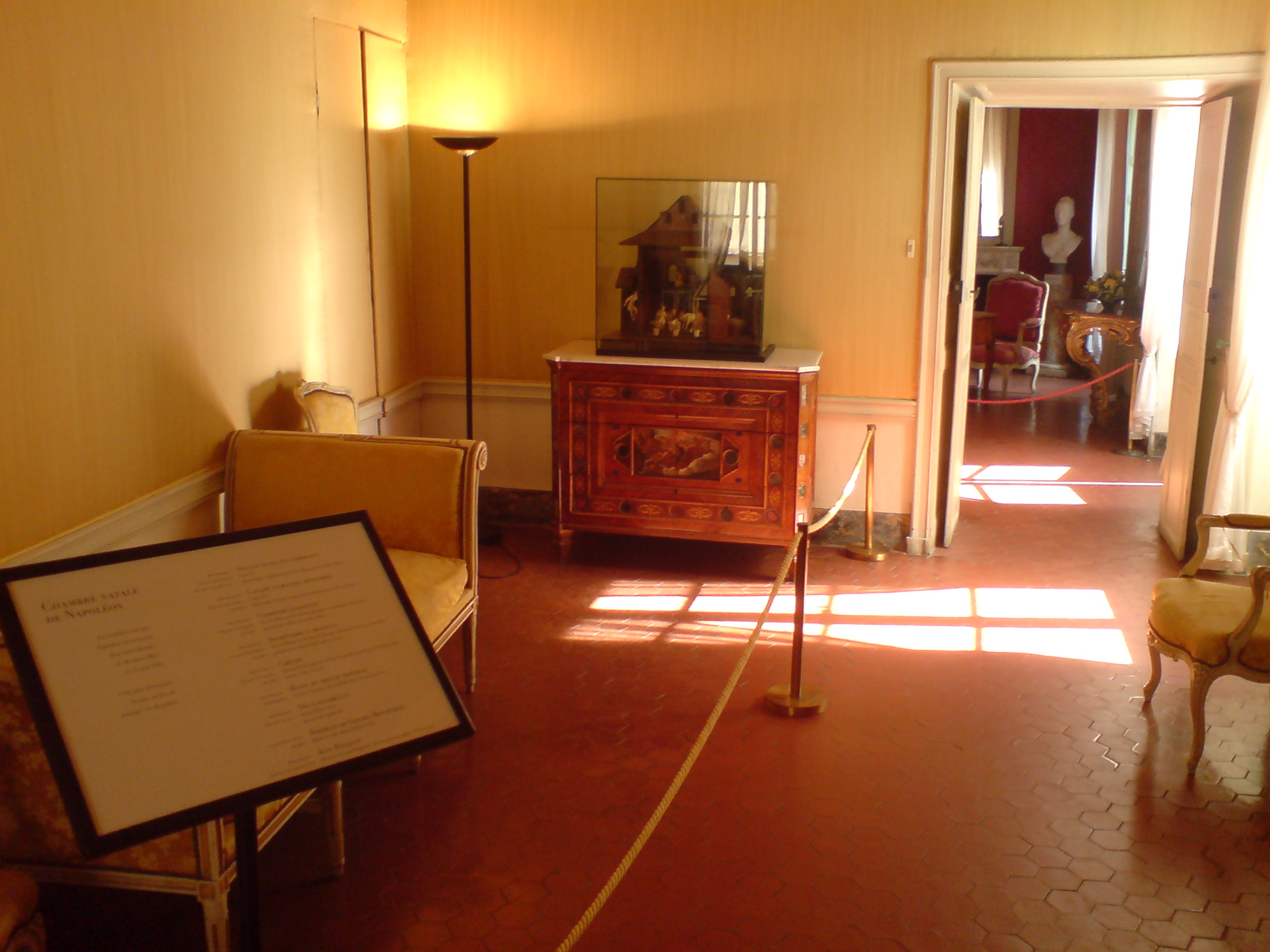
Chambre natale de Napoléon Ier

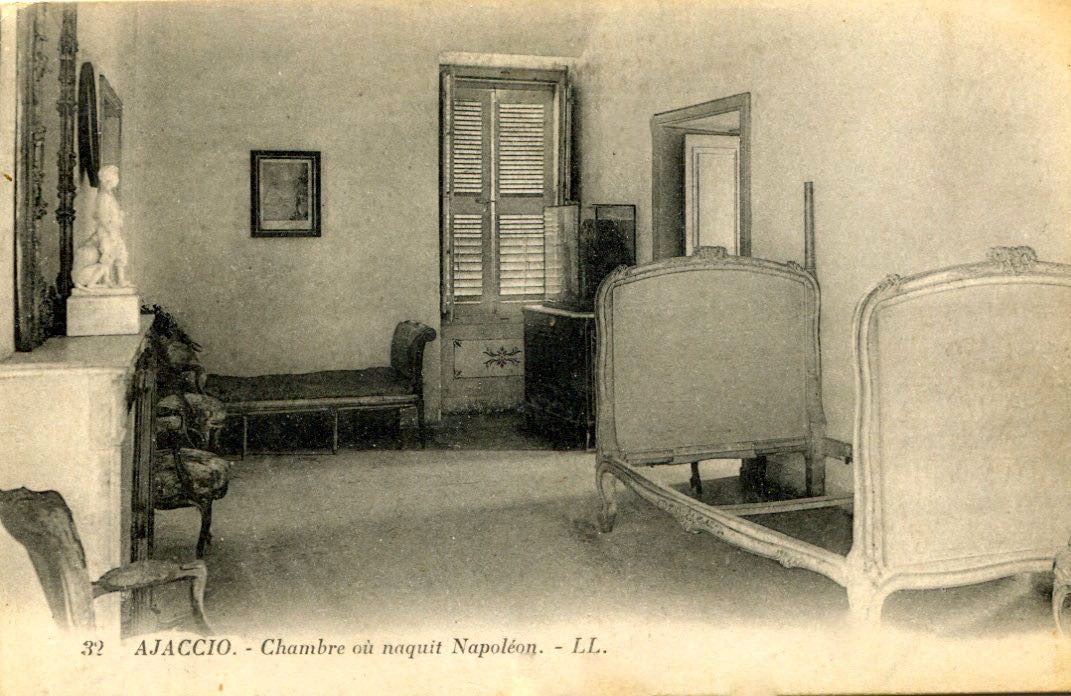
La chambre natale de Napoléon Ier vers 1910

Après la victoire de Castiglione, Napoléon Bonaparte envoie les généraux Gentili et Casalta pour chasser les Anglais de Corse. Les Anglais rembarquent de Corse le 22 octobre 1796. Joseph Bonaparte est à Ajaccio en décembre 1796. Napoléon lui écrit : « Mets en ordre nos affaires domestiques surtout notre maison d'habitation que je désire à tout évènement voir dans une situation propre et digne d'être habitée ».
Le 11 décembre 1796, Joseph Bonaparte achète l'appartement d'Ignazio Pianelli situé au deuxième étage de la maison.
Le Directoire vote une loi le 6 pluviôse an VI (31 janvier 1797) pour indemniser les familles corses restées fidèles à la France. Letizia Buonaparte rentrée en Corse avec sa fille Élisa estime ses pertes à 240 800 francs, dont 1 600 francs pour la seule Maison Bonaparte.

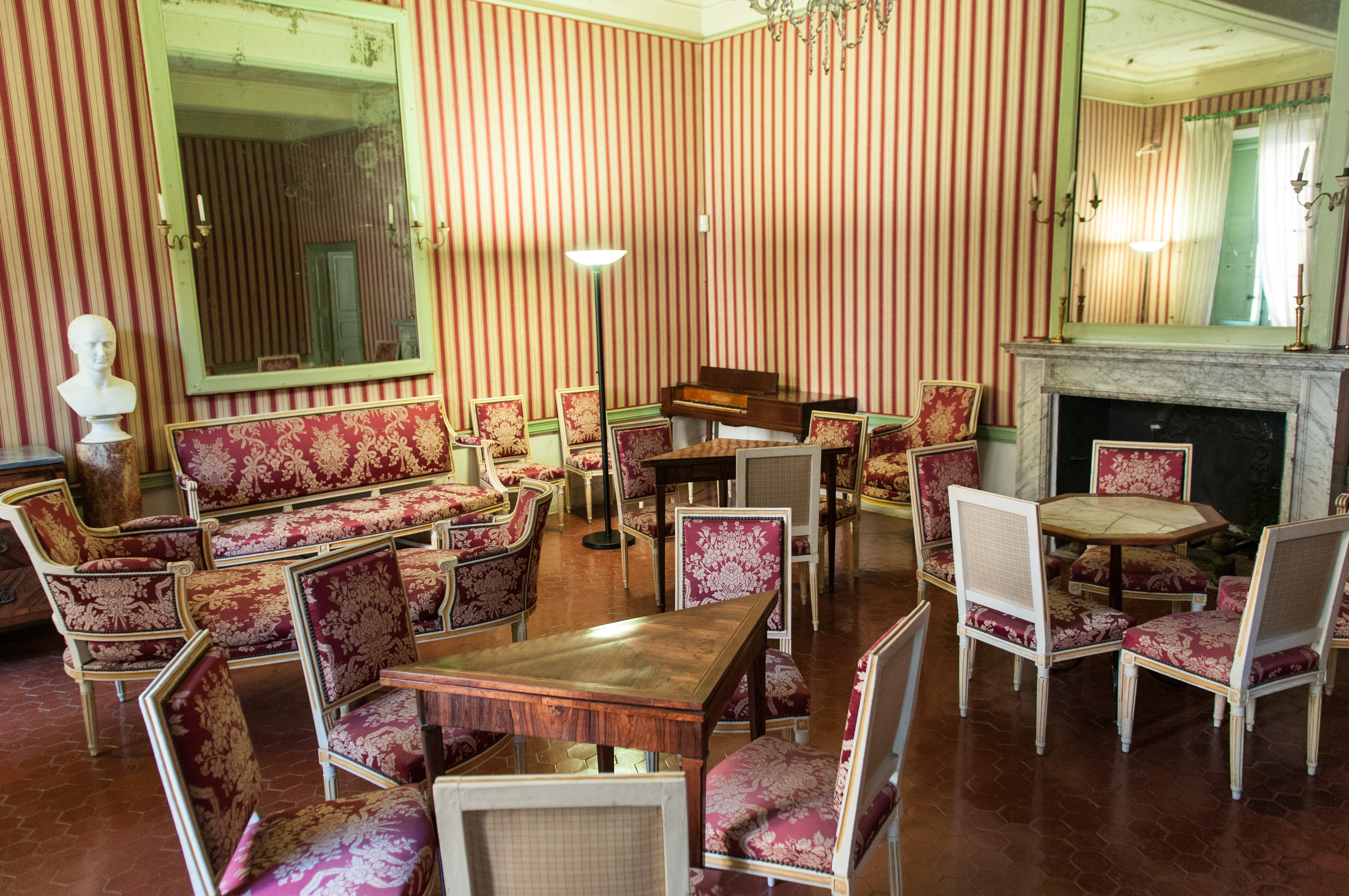
Salon de Letizia

Joseph fait appel à Samuel-Etienne Meuron, architecte suisse, entrepreneur des fortifications de la place d'Ajaccio pour remettre en état la maison. Il fait aménager une galerie sur la terrasse construite au-dessus de la propriété des Ponte après un acte passé le 12 mars 1797. C'était alors la plus belle salle de réception d'Ajaccio. Elle a servi de salle de bal et de salle de banquets.
Letizia Buonaparte achète un mobilier Directoire pour son salon chez le marchand marseillais Laplane par l'entremise de Françoise Rose Clary. Elle commande une rampe d'escalier. Son demi-frère, Joseph Fesch, lui envoie de Milan, le 3 décembre 1797, quatre commodes et un secrétaire attribués à Giuseppe Maggiolini, ainsi que trois cheminées en marbre de Busca.
Joseph quitte la Corse pour Paris à la fin 1797. Letizia et Joseph Fesch le rejoignent pour ne plus revenir en Corse.
Napoléon Bonaparte a séjourné dans la Maison Bonaparte à son retour d'Égypte, du 28 septembre au 6 octobre 1799 et découvre les modifications qui y ont été faites. Il écrit : « J'y logeais, ainsi que tout l'État-major. Il y avait une grande galerie. Je donnais à dîner à quarante personnes. Tout le monde s'y trouva bien ». Cela a été le dernier séjour de Napoléon Bonaparte à Ajaccio.
La maison est confiée à la garde de la nourrice de Napoléon, Camilla Illari. En 1801, Napoléon a mis la maison à la disposition d'André-François Miot de Melito, administrateur général de la Corse. EN 1805, Napoléon envisage de se séparer de tous ses biens en Corse et de donner la maison à sa nourrice, Camilla Illari, mais Letizia Buonaparte refuse car elle considère que la maison est le symbole de l'unité de la famille.
En 1805, la maison est donnée à André Ramolino (1767-1831), cousin de Letizia Buonaparte, sous la condition de faire construire une place devant la maison. Il est mort sans enfants en 1831. Dans son testament du 12 octobre 1831, André Ramolino a désigné comme son héritier André-Napoléon Lévie (1814-1885), fils de sa cousine germaine, Angela Maria Ramolino mariée à François Lévie (1762-1836). André-Napoléon Lévie a obtenu de Louis-Philippe d'ajouter Ramolino à son nom. Cet héritage est contesté par Letizia Buonaparte qui veut récupérer la maison en 1832 en tant qu'héritière de son petit-fils. Le 2 juin 1843, après la mort de Letizia Buonaparte, une transaction est passée entre Joseph Bonaparte et André-Napoléon Lévie-Ramolino qui lui cède la maison mais conserve les meubles. Après la mort de Joseph Bonaparte, la Maison Bonaparte devient la propriété de sa fille, Zénaïde Bonaparte, princesse de Canino. Marie-Madeleine Baciocchi (1764-1847), épouse d'André Ramolino vivait encore dans la maison. En 1852, Zénaïde donne la Maison Bonaparte à son cousin, Louis-Napoléon Bonaparte.

### Restauration de la maison sous le Second Empire
En 1856, le préfet de Corse avertit Napoléon III de la vétusté de la maison qui s'est dégradée. L'empereur attribue des crédits pour la restaurer à partir de 1857. Napoléon III achète le 20 février 1860 à Marie-Benoîte Ponte un cave située sous la galerie. Le suivi des travaux est fait par Alexis Paccard, architecte du palais de Fontainebleau. Il a choisi Jérôme Maglioli pour l'aider sur ce chantier, architecte et décorateur ajaccien qui a réalisé les décors des murs et des plafonds.
Napoléon III et l'impératrice Eugénie de Montijo ont visité la maison restaurée le 14 septembre 1860. La maison étant vide, l'empereur a racheté les meubles de sa grand-mère aux descendants Lévie-Ramolino. L'impératrice Eugénie et le prince impérial ont visité la maison meublée à l'occasion des cérémonies du centenaire de la naissance de Napoléon Ier, le 29 août 1869. La Maison Bonaparte est confisquée en 1870. Elle est restituée au prince impérial en 1874, puis revient à Eugénie de Montijo à sa mort puis à son héritier, le prince Victor Napoléon

### Donation de la maison à l'État
Le prince Victor Napoléon a donné la Maison Bonaparte à l'État en 1923 qui l'a acceptée en 1924.
La Maison Bonaparte est devenu en 1967 un musée national rattaché au musée national du château de Malmaison. La Direction des Musées de France a acquis la maison Couraut située du côté de la rue Zevaco Maire pour y installer un nouveau programme muséographique et des salles d'exposition qui ont été ouverts au public en 2004.
Une campagne de restauration des décors peints par Jérôme Maglioli s'est terminée en 2016.
À l'occasion du bicentenaire de la mort de Napoléon Ier en 2021, deux expositions spéciales, intitulées Dans le Marbre et dans l'airain et Les Bonaparte et l'Antique, sont organisées au musée,.

## Fréquentation
| Année | Entrées gratuites | Entrées payantes | Total  |
| ----- | ----------------- | ---------------- | ------ |
| 2001  | 15 840            | 50 266           | 66 106 |
| 2002  | 22 085            | 52 317           | 74 402 |
| 2003  | 23 073            | 43 317           | 66 390 |
| 2004  | 19 019            | 37 399           | 56 418 |
| 2005  | 19 814            | 40 016           | 59 830 |
| 2006  | 21 344            | 40 113           | 61 457 |
| 2007  | 15 205            | 45 742           | 60 947 |
| 2008  | 11 891            | 47 653           | 59 544 |
| 2009  | 17 094            | 45 803           | 62 897 |
| 2010  | 20 334            | 48 960           | 69 294 |
| 2011  | 23 432            | 45 610           | 69 042 |
| 2012  | 28 444            | 43 023           | 71 467 |
| 2013  | 24 224            | 43 690           | 67 914 |
| 2014  | 24 666            | 42 905           | 67 571 |
| 2015  | 23 808            | 46 750           | 70 558 |
| 2016  | 29 642            | 59 913           | 89 555 |
| 2017  | 28 680            | 57 427           | 86 107 |

## Protection
La maison Bonaparte a été classée au titre des monuments historiques le 24 avril 1924.

## Famille Bonaparte
- Francesco Buonaparte (†1540) originaire de Sarzana, mercenaire au service de l'Office de Saint Georges assigné en Corse en 1490, marié en 1491 avec Caterinada Castelletto,
  - Gabriele Buonaparte (vers 1515-1589), mercenaire de la république de Gênes, marié à Francesca Montano
    - Geronimo Buonaparte (vers 1550-1650), mort centenaire, notaire, chef élu du Conseil des Anciens d'Ajaccio en 1594, député d'Ajaccio auprès du Sénat de Gênes, marié en 1565 à Pellegrina Calvari
      - Francesco Buonaparte (vers 1570-1633) marié à Camilla Catacciolo (vers 1580-1624)
        - Sebastiano Buonaparte (1603-1642), aîné au Conseil d'Ajaccio à partir de 1620, chancelier d'Ajaccio en 1633, marié en 1623 en premières noces à Angela Felice Lubera, et en secondes noces en 1630 avec Maria Rastelli (1608-après 1658)
          - Carlo Maria Buonaparte (1637-1692) marié en 1657 avec Virginia Odone (1642- ) fille du marchand Pietro Odone et de la noble Constanza Pozzo di Borgo,
            - Giuseppe Maria Buonaparte (1663-1703) marié en 1682 à Maria Colonna Bozzi (vers 1665 ou 1668-1704)
              - Sebastiano Nicola Buonaparte (1683-1720), nommé Ancien au Consil d'Ajaccio en 1720, marié en 1708 avec Maria Anna Tusoli (1690-1760)
                - Paola Maria Buonaparte (1710- ) mariée en 1737 en premières noces avec Pietro Ternano, puis en secondes noces en 1750 avec Michele Angelo Durazzo-Fozzani (1698-vers 1755), général de l'armée corse indépendante, en troisièmes noces en 1756 avec Gaetano Alata
                - Maddalena Buonaparte (vers 1712- ) mariée en 1736 avec Frederick de Drost Freiherr von Moersbruck, parent du baron Theodor Stephan Freiherr von Neuhoff (1694-1756), élu roi des Corses le 13 avril 1736, après l'adoption de lois fondamentales faisant de la Corse une monarchie constitutionnelle indépendante
                - Giuseppe Maria Buonaparte (1713-1763) marié en 1741 en premières noces avec Maria Saveria Paravicini et en secondes noces en 1760 avec Maria Virginia Alata
                  - Carlo Maria Buonaparte (1746-1785) marié en 1764 avec Maria Letizia Ramolino (vers 1749-1836) fille de Giovanni Geronimo Ramolino (1723-1755) et de Angela Maria Pietresanta (1725-1790) qui se remarie en 1757 avec François Fesch, né à Bâle en 1711, capitaine dans la marine génoise, d'où est né en 1763 Joseph Fesch (1763-1839),
                    - Joseph Bonaparte (1768-1844),
                    - Napoleone Buonaparte (1769-1821)
                    - Lucien Bonaparte (1775-1840)
                    - Elisa Buonaparte (1777-1820) mariée à Félix Baciocchi
                    - Louis Bonaparte (1778-1846)
                    - Pauline Bonaparte (1780-1825)
                    - Maria-Annunziata Buonaparte (1782-1839)
                    - Jérôme Bonaparte (1784-1860)

                - Napoleone Buonaparte[7] (vers 1717-1767), chef du Conseil d'Ajaccio à partir de 1764, marié en 1743 à Maria Rosa Bozzi
                  - Isabella Maria Buonaparte (1749-1816) mariée à Ludovico Ornano (1744-1816)

                - Luciano Buonaparte (1718-1791), archidiacre et chanoine de la cathédrale d'Ajaccio à partir de 1771, il prend sous sa tutelle son neveu Carlo Maria Buonaparte et offre une bourse en 1781 à Joseph Fesch pour étudier au séminaire d'Aix-en-Provence,
                - Carlo Sebastiano Buonaparte (1720-1760)

              - Maria Anna Virgilia Buonaparte (1690- ) mariée en 1727 en secondes noces avec Angelo Loviso Bozzi (1667-1737)
                - Giustina Bozzi mariée à Pozzo di Borgo

        - Geronima Buonaparte mariée à Domenico da Bozzi
        - Maria Cocchetta Buonaparte (†1663) mariée à Giacomo Antonio Legalupi
        - Giacominetta Buonaparte mariée à Grazioso Tavera

      - Laura Maria Buonaparte, mariée à Giovanni Maria Bacciochi (†1624)

    - Agostino Buonaparte 
      - Angela Maria Buonaparte mariée à Michele Basso

    - Maria Battestina Buonaparte
    - X Buonaparte